# Хиршфельдер, Джозеф Окленд
Хиршфельдер Джозеф Окленд (англ. Joseph Oakland Hirschfelder; 27 мая 1911 — 30 марта 1990) — американский химик и физик, один из участников создания атомной бомбы, участник проекта НАСА «Аполлон». Область его научных интересов огромна - от структуры жидкостей и газов до решения задач квантовой механики.

## Биография

### Детство и начало карьеры
Джозеф Окленд Хиршфельдер родился 27 мая 1911 года в Балтиморе, Мэриленд, США, в семье  Маи Розали (урожд. Штраус) и Артура Дугласа Хиршфельдера. Его отец занимался медициной в университете Джонса Хопкинса, позже получил степень профессора фармакологии в университете Миннесоты. Любовь к науке Джозефу прививали с детства: в 5 лет у него была своя домашняя научная лаборатория, с 15 лет он стал помогать отцу в его научной работе.
С 1927 по 1929 год Джозеф проходил обучение в университете Миннесоты, а с 1927 по 1931 год учился в Йельском университете. После он продолжил своё образование в Принстонском университете, поскольку здесь можно было параллельно получать научную степень по химии и по физике. Джозефу очень нравилось учиться в Принстонском университете, именно тут он нашёл себя в области теоретической химии. Кроме того, он познакомился с прекрасными учёными, с которыми впоследствии сотрудничал на протяжении всей жизни: с Юджином Вигнером, Генри Эйрингом, Хью Тэйлором. Его первые научные труды имели весьма разнообразную тематику: его работы касались нахождения энергии молекулы H3 и молекулярного иона H3, разделения вращательных координат в уравнении Шредингера для N частиц , он также разрабатывал теорию свободного объёма жидкости и т.д.  Свои работы в области квантовой механики продолжал и в Висконсинском университете в Мадисоне, куда он направился после выпуска в 1937 году. Его очень увлекла идея расчёта  межмолекулярных взаимодействий и сил, так или иначе он возвращался к ней до конца своей жизни. В Висконсинском университете Джозеф начал свою преподавательскую деятельность, а в 1941 году получил должность доцента на химическом факультете.

### Военные разработки
В 1942 году в связи с началом военных действий сфера научных интересов Джозефа резко ушла в сторону военных разработок: он занимался изучением свойств дымного пороха, проводил исследования по гидродинамике и процессам горения внутри стволов пушек, ракет, миномётов, будучи руководителем баллистической группы в Национальном исследовательском комитете обороны США в Вашингтоне. С 1944 по 1945 год Джозеф работал в Лос-Аламосская национальной лаборатории под руководством Роберта Оппенгеймера, где был участником Манхэттенского проекта по разработке ядерного оружия. Здесь занимался работами  по динамике ядерных взрывов, ударной волны, прогнозированием выпадения радиоактивных осадков. Но Джозеф не просто участвовал в разработке атомной бомбы, он также впоследствии наблюдал за испытаниями атомной бомбы на базе Иниокерн, штат Калифорния. 
Итогом работы на военную промышленность стала выпущенная в 1950 году книга «Значение атомного оружия», в которой были собраны результаты всех научных исследований по этой теме. 

### Создание собственной лаборатории
После войны Джозеф задумал создать свою научную группу. В 1946 году он организовал собственную научно-исследовательскую лабораторию в Висконсинском университете. Хиршфельдер занимал пост директора лаборатории, занимаясь научными исследованиями, читал лекции по квантовой и теоретической механике, а также самостоятельно решал все финансовые вопросы. В его команду входило 10 аспирантов, несколько человек, занимающихся исключительно экспериментами, и 5 девушек-математиков, которые досконально проверяли производимые расчёты. На точность результатов Джозеф обращал особое внимание, полагая, что один глупый просчёт может погубить научную карьеру. 
Лаборатория работала по нескольким направлениям одновременно: например,  вычислением уравнений состояния газов и жидкостей, транспортными свойствами газов, изучением скорости пламени, развитием теорий горения и детонации , которая впоследствии развилась в теорию сингулярных возмущений, расчетом межмолекулярных сил. Некоторые публикации того времени представляют интерес и в наше время.
В 1960-е годы в НАСА начались разработки по высадке человека на Луну. Для выполнения проекта «Аполлон» необходимо было больше людей, поэтому лаборатория Джозефа получила статус института теоретической химии, где полным ходом шли исследования межмолекулярных сил и химической динамики . После выполнения проекта финансирование лаборатории шло уже от частных компаний.
Сам Хиршфельдер считал, что самыми важными были его исследования межмолекулярных сил — он занимался ими 44 года, применяя все свои знания квантовой химии и вириалов.

## Почести и награды
За колоссальный вклад в науку Хиршфельдер Джозеф Окленд был удостоен престижных наград:
- 1966 — Дебаевская премия[англ.] Американского химического общества[16];
- 1966 — Золотая медаль имени Эджертона от Института горения;
- 1967 — Лекции 3M
- 1975 — Национальная научная медаль[17][18];
- 1981 — Серебряная медаль Американского общества инженеров-механиков;

Член обществ и академий:
- 1953 — член Национальной академии наук США;
- 1959 — член Американской академии искусств и наук;
- 1965 — член Норвежского королевского общества;
- 1981 — член Королевского химического общества Великобритании.

Степени почётного доктора наук:
- 1978 — получил почётную степень от университета Маркетт;
- 1980 — получил почётную степень от университета Южной Калифорнии.

В 1991 году была учреждена премия его имени за вклад в теоретическую химию.

## Семья
В 1953 году он женился на Элизабет Стаффорд-Сокольниковой, профессоре математики в Висконсинском университете в Мадисоне. По мнению окружающих,  Бетти и Джозеф идеально подходили друг другу: оба любили науку и путешествия, оба были невероятно энергичными людьми. Именно благодаря коммуникабельности Бетти, у Джозефа было огромное число друзей по всему миру; некоторые знакомства затем превращались в тесное научное сотрудничество.

## Личные качества
Дж. О. Хиршфельдер был очень позитивным и энергичным человеком. Несмотря на свой научный вес, он просил окружающих называть его просто Джо. Наряду с напряжённым графиком и грандиозной умственной работой, он не забывал радоваться жизни обычными способами - ходил в гости, играл в теннис. Его необычность состояла в том, что Джозеф не разграничивал области науки, он занимался всем, что ему было интересно, и заряжал этим остальных.

## Из воспоминаний Джозефа Окленда Хиршфельдера
У Джозефа было очень яркое и интересное детство:

...Я родился в Балтиморе и вырос в Миннеаполисе. Когда мне исполнилось 5 лет, отец собрал для меня химическую лабораторию в подвале нашего дома. Когда же мне было 10, он взял меня на встречу Американского Химического Сообщества в Лос-Анджелесе. В возрасте 15 лет я начал помогать отцу наблюдать за распределением коллоидных частиц с помощью ультрамикроскопа Зигмонди, где моей задачей стало ввести поправочный коэффициент для конвекционных потоков, идущих от проезжающих мимо по улице машин.
Оригинальный текст (англ.)I was born in Baltimore and grew up in Minneapolis. When I was five years old, Dad built a chemistry lab for me in the basement of our home. When I was ten, he took me to an American Chemical Society Meeting in Los Angeles. And when I was 15, I helped Dad determine the distribution of colloidal particles in a Zsigmundy ultramicroscope—my contribution was to suggest a correction factor for the convection currents produced by passing street cars.— Bird R. B., Curtiss C. F., Certain P. R. Joseph Oakland Hirschfelder. A biographical memoire.// National Academy press, Washington D.C., 1995, v. 65, p. 191-205.
Некоторые результаты, полученные им ещё в Принстонском университете, сначала были не оценены Джозефом по-достоинству, однако позже он понял важность результатов:

 Мое изучение теоремы вириала достаточно любопытно: в 1932 году, когда я был аспирантом, я игрался с производными уравнения Шредингера и получил разнообразные, казалось бы, бесполезные соотношения, которые я бережно хранил в моих файлах. 28 лет спустя, когда я должен был сделать доклад на симпозиуме, посвященному Джеку Кирквуду, я осознал, что те шуточные преобразования есть по сути своей обобщение теоремы вириала!
Оригинальный текст (англ.) My discovery of the hypervirial theorem is curious: In 1932 when I was a graduate student, I doodled with derivatives of the Schrödinger equation and obtained a variety of seemingly useless relations which I carefully saved in my files. Then 28 years later, when I had to give a paper at a symposium in honor of Jack Kirkwood, I studied these doodles and found that I had discovered a generalization of the virial theorem!
— Bird R. B., Curtiss C. F., Certain P. R. Joseph Oakland Hirschfelder. A biographical memoire.// National Academy press, Washington D.C., 1995, v. 65, p. 191-205.
Своим основным научным достижением Джозеф считал исследование природы межмолекулярных сил. Вот что он впоследствии писал об этом:

Межмолекулярные взаимодействия были моим основным исследованием на протяжении последних 44 лет. Таким образом, после публикации книги  «Молекулярная теория жидкостей и газов», я изучил все виды межмолекулярных сил, вычислил все их релятивистские поправки и рассмотрел все в приближении Борна-Оппенгеймера. Для расчета энергии взаимодействия я использовал вариационные приближения и теорию возмущений, которую я применял для вырожденной и невырожденной задач. Тем не менее, я обнаружил, что теория возмущений удачно применима к практической задаче электронного обмена, так что я начал ходить вокруг да около этой задачи для поиска наиболее точного решения. Я сделал существенные изменения в поставленной задаче – я решил изучать динамику молекул с движущимися ядрами в присутствии или отсутствии внешнего магнитного поля.
Оригинальный текст (англ.)Intermolecular forces have been my principal interest for the last 44 years. Thus, after the publication of MTGL, I studied all kinds of intermolecular forces and their relativistic corrections and Born-Oppenheimer derivations. In order to calculate the interaction energies, I worked on variational and perturbation techniques applied to nondegenerate, degenerate, and almostdegenerate problems. However, I found that perturbation theory applied to practical electron exchange problems is a mathematical whirlpool so that I started to go around in circles and got sucked in, even deeper. Thus, I decided to make a big change in my research and study the dynamics of molecules with moving nuclei either in the presence or in the absence of external electromagnetic fields. — Bird R. B., Curtiss C. F., Certain P. R. Joseph Oakland Hirschfelder. A biographical memoire.// National Academy press, Washington D.C., 1995, v. 65, p. 191-205.

## Важнейшие труды
- Hirschfelder J. O., Parker D. B., Kramish A., Smith R. C., Glasstone S. The Effects of Atomic Weapons. Los Alamos Scientific Laboratories, U. S. Government Printing Office, 1950. 468 p. (Значение атомного оружия)
- Hirschfelder J. O., Curtiss C. F., Bird R. B. Molecular Theory of Gases and Liquids. New York: Wiley; 2nd corrected printing (1964); Russian translation (1961). 1280 p. (Молекулярная теория жидкостей и газов)
- Badash L., Hirschfelder J. O., Broida H. P. Reminiscences of Los Alamos, 1943–1945. D. Riedel Publishing Company, Dordrecht, Netherlands, 1980. 182 p. (Воспоминания о Лос-Аламосе)